# Piper udicola
Piper udicola är en pepparväxtart som beskrevs av C. Dc.. Piper udicola ingår i släktet Piper och familjen pepparväxter. Inga underarter finns listade i Catalogue of Life.